# Mother's Milk
Mother's Milk é o quarto álbum de estúdio da banda americana de rock alternativo Red Hot Chili Peppers, lançado em 16 de agosto de 1989 pela gravadora EMI. Após a morte do guitarrista Hillel Slovak e da subsequente saída do baterista Jack Irons, o vocalista Anthony Kiedis e o baixista Flea se reagruparam com a adição do guitarrista John Frusciante e do baterista Chad Smith. Frusciante alterou significativamente o som da banda, colocando mais ênfase na melodia do que no ritmo, que havia dominado o material anterior do grupo. Durante as gravações, ele e o produtor Michael Beinhorn constantemente discutiam, devido ao desejo de Beinhom de que o álbum tivesse riffs de guitarra de heavy metal, assim como o overdub excessivo, o que não agradou a Frusciante.
O trabalho foi um grande sucesso comercial, com cerca de 5 milhões de cópias vendidas, mais do que os três álbuns de estúdio anteriores do Red Hot Chili Peppers combinados. Mother's Milk alcançou a posição de número 52 na tabela musical Billboard 200 e recebeu amplo reconhecimento pelos singles "Knock Me Down" e "Higher Ground", uma regravação de Stevie Wonder. O projeto se tornou o primeiro disco de ouro da banda no início de 1990 e foi o primeiro passo para ela alcançar êxito internacional. Apesar do álbum não conseguir a mesma recepção crítica que o seu antecessor, The Uplift Mofo Party Plan, havia recebido, Mother's Milk, de acordo com Amy Hanson, do portal Allmusic, "mudou a maré e transformou a banda de rappers de funk-rock alternativo em malvados do mainstream com um esforço aparentemente muito pequeno". Hanson descreveu-o como "Um álbum fundamental para o Red Hot Chili Peppers" e que "era tudo que a banda esperava, e um pouco mais além".

## Antecedentes
Após o Red Hot Chili Peppers receber um contrato com a gravadora EMI em 1983, o grupo se estabeleceu como uma banda proeminente do funk rock com o seu álbum de estreia, The Red Hot Chili Peppers, de 1984. Decepcionados com os resultados da produção, o vocalista Anthony Kiedis e o baixista Flea substituíram o guitarrista Jack Sherman pelo membro fundador Hillel Slovak, que tinha saído de sua banda, What Is This?, várias semanas antes. O grupo de George Clinton produziu o segundo álbum, Freaky Styley (1985), que foi o primeiro trabalho de  Slovak com a banda. The Uplift Mofo Party Plan, que foi lançado em 1987, viu Jack Irons, o baterista original, retornar depois dele também deixar a banda What Is This?; o álbum, um sucesso de crítica que alcançou o número 148 na Billboard 200, é o único álbum do Red Hot Chili Peppers que os membros originais gravaram juntos. Logo após a turnê que se seguiu, no entanto, Slovak morreu de uma overdose de heroína e deixou o resto do grupo em completo estado de choque; Irons, citando uma incapacidade de lidar com a morte do amigo, deixou a banda. Kiedis e Flea, também arrasados, estavam determinados a prosseguir apesar da perda de dois membros importantes. Eles escolheram DeWayne "Blackbyrd" McKnight, um amigo de Clinton e ex-membro da banda de funk Parliament, para substituir Slovak na guitarra; D. H. Peligro da banda de punk rock Dead Kennedys substituiu Irons. O empresário da banda, Lindy Goetz, percebeu que McKnight e Peligro não estavam bem no Chili Peppers, e os dois foram demitidos após vários meses juntos.
Kiedis e Flea encontraram um substituto para McKnight no guitarrista John Frusciante. Flea tinha originalmente direcionado Frusciante para fazer um teste para a banda Thelonious Monster. Um ávido fã do Red Hot Chili Peppers, Frusciante era, de acordo com Flea: "Um músico realmente talentoso e experiente. Ele [Frusciante] sabe toda a merda que eu não sei. Eu basicamente não sei nada sobre teoria musical[...]. Ele é um músico muito disciplinado — tudo com o que ele se importa é com sua guitarra e com seus cigarros." Flea e Kiedis tinham feito algumas jams com Frusciante duas vezes antes de contratar McKnight e Peligro. Foi só depois que McKnight e Peligro foram demitidos que o baixista e o vocalista convidadaram Frusciante para entrar na banda. Ele aceitou instantaneamente mas Frusciante não estava familiarizado com o gênero do funk: "Eu não era realmente um guitarrista de funk antes de entrar para a banda. Eu aprendi tudo o que eu precisava saber de como soar bem ao lado de Flea ao estudar Hillel tocando." Apesar deles terem um novo guitarrista, o Chili Peppers permaneceu sem um baterista e foi forçado a manter os testes em aberto. Chad Smith, o último a ser testado, era um baterista de 1,90 metros de altura que, segundo Flea: "acendeu um fogo sob nossas bundas". Smith era um grande músico e o Chili Peppers acreditava que criaria uma forte relação com ele. Kiedis disse mais tarde que o teste com Smith deixou: "[a banda] em um estado de riso frenético que não poderíamos nos mexer por uma meia hora".

## Gravação e produção
Ao contrário das sessões do álbum anterior, onde Kiedis freqüentemente saía para buscar drogas, a pré-produção para o Mother's Milk ocorreu bem.  A banda gravou faixas básicas durante março e início de abril 1989, no Hully Gully estúdios em Silver Lake, canções como "Knock Me Down" foram formadas a partir de sessões de jam sem qualquer participação do produtor Michael Beinhorn. Kiedis e Flea tinham reconhecido que a presença de Frusciante havia se tornado uma influência significativa no novo material da banda e as sessões de Hully Gully estavam provando ser extremamente produtivas. Flea lembrou que "[Frusciante] era um imenso novo elemento ao som da nossa banda."
Em abril de 1989, o Red Hot Chili Peppers embarcou em uma turnê curta para familiarizar Smith e Frusciante na banda. Na "Positive Mental Octopus tour" a banda tocou em lugares pequenos em todo os Estados Unidos, incluindo vários concertos no Leste e na Costa Oeste. Durante a turnê, depois de um show na Universidade George Mason, Fairfax, Virginia uma estudante acusou Kiedis de má conduta sexual e atentado ao pudor. O vocalista foi posteriormente preso e libertado sob fiança enquanto se aguarda um julgamento que estava a ser definido para uma data posterior.
Após a breve "Positive Mental Octopus tour", o Red Hot Chili Peppers entrou no Ocean Way Studios em Hollywood para gravar o Mother's Milk.  "Foi estranho quando eu entrei e me juntei com a banda porque nós gravamos o álbum depois de eu ter entrado na banda há apenas alguns meses e Chad tinha entrado há apenas duas semanas", lembrou Frusciante. Beinhorn empurrou os Chili Peppers para produzir o melhor possível para cada uma das treze faixas do álbum com a intenção de obtenção de um disco de sucesso.
Apesar de ter havido stress e conflito durante a gravação de outros álbuns Chili Peppers, as sessões de Mother's Milk foram especialmente desconfortávéis devido ao desejo incessante Beinhorn para criar um hit e ele e a banda estavam em desacordo. Beinhorn constantemente entrou em confronto com Frusciante sobre efeitos de guitarra, o que deixou Frusciante frustrado.  Kiedis lembrou que, no final, "Eu não podia tolerar sua direção por mais tempo. Ele estava tentando espremer de mim o que eu não estava me sentindo, e entramos em uma briga e eu sabia que era feita com ele."

## Composição
Sobre o estilo da música da banda desenvolvido com a chegada de Frusciante, o produtor Michael Beinhorn observou, "Era evidente desde cedo que John era o guitarrista perfeito para a banda—ele trouxe os elementos de composição para a banda que eles nunca realmente tinham feito antes. Eu acredito que John é uma figura central nos Chili Peppers, sendo que ele é um compositor distinto." Frusciante alterou o som da banda nas melodias, introduzindo harmonias e estruturas musicais mais complexas. Em contraste com álbuns anteriores do grupo, que contou com groove e músicas baseados no ritmo, Mother's Milk continha composições melódicas que refletiam a influência do guitarrista novo. A maioria das canções do disco, devido à presença Beinhorn, é composto por riffs de guitarra heavy metal.

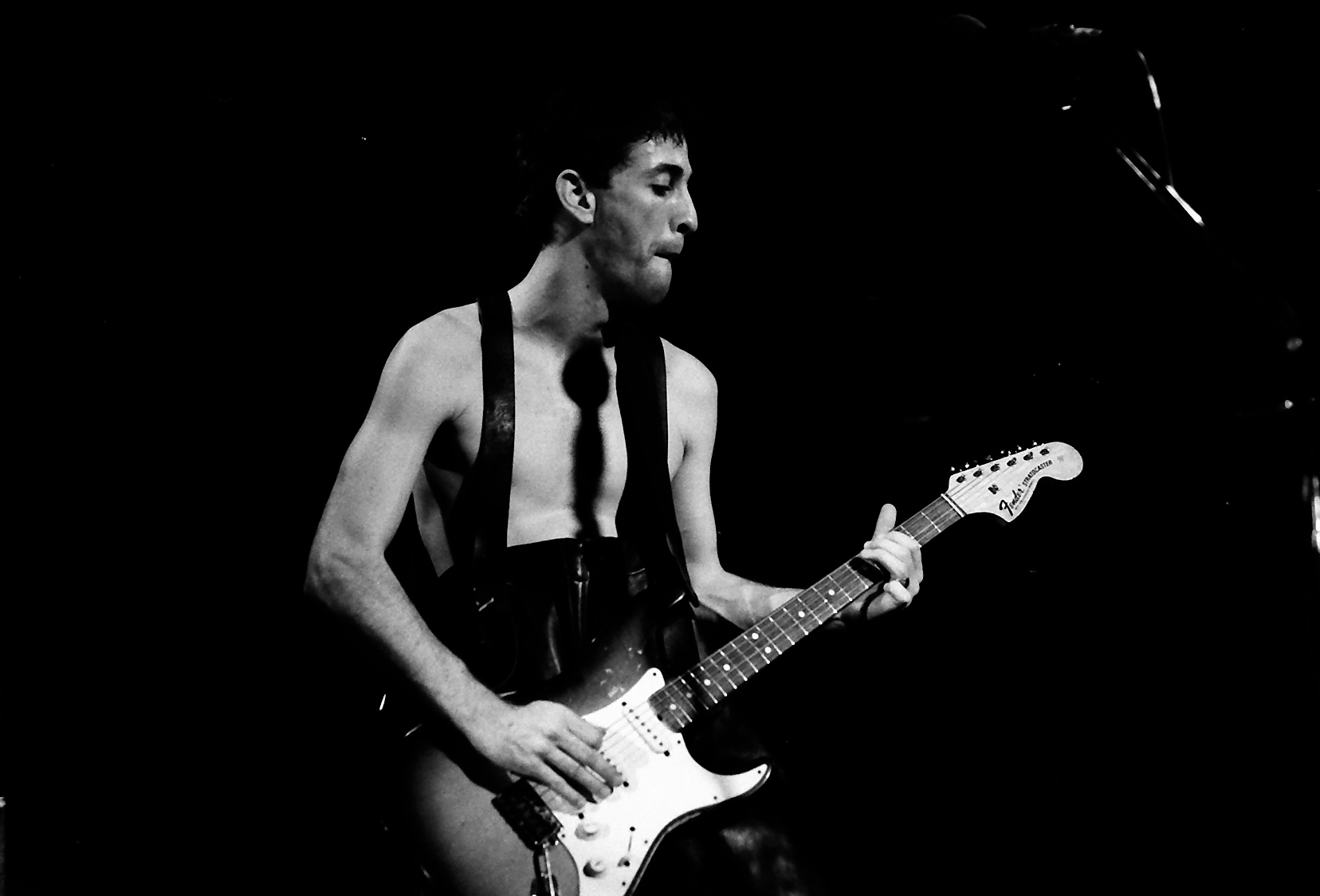
A faixa "Knock Me Down" é uma homenagem ao falecido guitarrista Hillel Slovak.

Mother's Milk possui uma gama de estilos musicais em suas treze faixas. Entre as canções que surgiram das sessões do início de 1989, "Knock Me Down" se tornou uma das mudanças mais radicais no estilo da banda. As letras introspectivas, que analisam a morte de Hillel Slovak e os efeitos devastadores que as drogas podem ter na vida, foram uma nova abordagem para Anthony Kiedis. O vocalista não quer, no entanto, que a faixa seja associada a sentimentos "anti-drogas", alegando, "[a música] é sobre deixar seus amigos saberem que você precisa de ajuda e, em seguida, estar disposto a aceitar a ajuda dos outros quando você precisar deles, seja de drogas, ou a de uma série de outros problemas pessoais." Kiedis, que tinha um histórico de uso de heroína e cocaína, tornou-se sóbrio após a morte de Slovak e a faixa serve como uma alusão a isso. De acordo com o jornalista Greg Prato,da allmusic: "No momento da morte Slovak, Kiedis também foi viciado em drogas, então ele sabia exatamente o que seu amigo estava passando. As letras anti-drogas são honestas e de coração, especialmente evidente em sua refrão: 'If you see me getting mighty/If you see me getting high/Knock me down/I'm not bigger than life.' (Se você me ver ficando poderoso/Se você me ver ficando alto/Me derrube/Eu não sou maior que a vida)" Musicalmente, a faixa integra influências típicas do punk do Red Hot Chili Peppers, mas afirma maior ênfase na melodia e harmônicos que levam a um território mais alternativo. "Knock Me Down" foi gravada originalmente para ser um dueto entre Kiedis e Frusciante, mas a canção foi remixada antes de ser lançada como single, a nova mistura acidentalmente deu destaque a voz do guitarrista em vez de Kiedis.
"Higher Ground" tornou-se uma outra canção que ajudou a banda a alcançar o sucesso internacional. Originalmente escrita e gravada em 1973 pelo cantor Stevie Wonder, a canção era, de acordo com Flea, um cover perfeito para a banda: "[...] As letras são excelentes. Especialmente na medida em que a situação que a banda tem estado."  O baixista afirmou que a razão pela qual a banda gravou a canção era para homenagear Wonder e o papel importante que desempenhou na música popular. O cover começa com uma linha de funk no baixo, seguido por progressões de heavy metal na guitarra e efeitos nos vocais. "Higher Ground" tem como características os backing vocals no refrão ffeito por um conjunto de amigos e engenheiros que trabalharam no álbum, a competência dos indivíduos em cantar era irrelevante para a banda porque eles procuraram alcançar um senso de unidade. Mother's Milk foi composta de uma variedade de músicas que expandiu o repertório do Red Hot Chili Peppers. O instrumental "Pretty Little Ditty" foi uma das poucas canções que contou com nenhuma camada de guitarra; "Taste the Pain" reflete um tema mais meditativo e melódico, similar ao "Knock Me Down". Frusciante apresenta progressões de guitarra psicodélica no verso, enquanto as letras abordam temas de amor e perda. Outras faixas como "Stone Cold Bush" apresenta tópicos de prostituição enquanto "Punk Rock Classic" foi, em retrospecto, uma emulação do típico punk rock em canções dos Black Flag e The Germs—bandas que foram influentes para o Red Hot Chili Peppers.

## Capa
A capa do álbum apresenta uma fotografia em preto e branco da banda deitado nos braços de uma mulher nua proporcionalmente maior. Uma rosa esconde um de seus mamilos, enquanto Kiedis encobre o outro. Havia originalmente duas mulheres cujas fotografias foram planejadas para serem usadas, sendo que a modelo Alaine Dawn acabou por ser escolhida. Controvérsia surgiu, no entanto, quando Dawn afirmou a banda que não tinha sido notificada que ela foi a escolhida para ser a capa do álbum. Várias cadeias nacionais se recusaram a vender os discos, porque eles acreditavam que a mulher exibia muita nudez. Uma nova versão da capa foi fabricada para alguns varejistas que contou com os membros da banda em proporção muito maior do que o original. A capa do disco foi influenciado por um cartaz promocional Kiedis teve desde a década de 1960 de Sly & the Family Stone.  Após o lançamento do álbum, um número limitado de cartazes promocionais foram emitidos com os seios da modelo exposto. Dawn não tinha conhecimento disso e processou a banda, ganhando $ 50.000.
A capa de "Knock Me Down" trouxe os integrantes da banda sem camisa, na frente de uma fotografia de um elefante em uma paisagem típica africana. A de "Higher Ground" foi parecida, nela aparecem todos os quatro membros, cujas fotografias foram retiradas do vídeo da música e foram impressas na frente de uma grande imagem de Kiedis. "Taste the Pain" mostra a banda em conjunto com um fundo vermelho e amarelo, e com o asterisco do Chili Peppers ao lado.

## Promoção, lançamento e recepção
O diretor Drew Carolan foi contratado para fazer clipes para "Higher Ground" e "Knock Me Down" antes do lançamento do Mother's Milk. A premissa inicial de "Higher Ground" era para ter escritor original da canção, Stevie Wonder, sentado na posição de lótus com os Chili Peppers dançando em torno dele, no entanto, Wonder se recusou a estar no vídeo. Kiedis deu licença criativa completo para Carolan com a condição de que ele  "fazer-nos [a banda] parecer os Deuses do Funk ". Enquanto o vídeo de "Higher Ground" foi concebido para ser otimista e exuberante,  "Knock Me Down" foi filmado para ser mais pungente; Carolan recorda, "Era uma canção muito especial para a banda e precisava ser tratada com o maior cuidado e respeito. Anthony e Flea só queria que fosse real emotivo com um senso de urgência." Os vídeos tiveram apenas um dia para ser feito cada um e foram filmados com orçamentos relativamente pequenos, mas o resultado, como observa Jeff Apter, "Tornaram-se elementos-chave de sucesso [do álbum]." Após que a produção estava completa, a MTV apresentou "Knock Me Down" e "Higher Ground" diaramente.
Lançado em 16 de agosto de 1989, Mother's Milk atingiu um pico de número 52 na Billboard 200 EUA. O álbum falhou nas paradas do Reino Unido e da Europa, mas subiu para número 33 na Austrália. "Knock Me Down" alcançou o número seis na Modern Rock Tracks dos EUA, enquanto "Higher Ground" alcançou o número onze; o último dos dois finalmente provou ser mais bem-sucedido, no entanto em países estrangeiros, em número 54 no Reino Unido e 45 na Austrália e França. Enquanto "Taste the Pain" não foi bem nos EUA, o single chegou em 26 no Reino Unido—É o primeiro single do grupo a ficar no Top 40 na região. O sucesso do Red Hot Chili Peppers alcançado com Mother's Milk era algo que o grupo estava construindo desde o lançamento do seu álbum de estreia. Mother's Milk foi certificado de ouro na Recording Industry Association of America no final de março 1990 — Agora é disco de platina — e foi o primeiro álbum do Chili Peppers que vendeu mais de 500.000 unidades. Em 2003, o álbum foi re-lançado pela EMI; todas as faixas foram totalmente remasterizados e mais seis canções foram incluídas bem como encarte escritos à mão por Flea.

## Turnê
Mother's Milk instantaneamente ganhou mais atenção do que os álbuns anteriores da banda e, como tal, os locais que a banda se apresentou não foram capazes de acomodar as multidões cada vez maior. Pela primeira vez, a banda também usou um ônibus de turismo e acrescentou músicos e cantores de  apoio. Amigo de longa data, Keith "Tree" Barry foi adicionado, além cantores de backing vocal Kristen Vigard e Vickie Calhoun (que apareceu no vídeo de "Knock Me Down") também se juntaram à turnê. Quando a banda chegou na Inglaterra, o roadie Robbie Allen (apelidado de Rob Rule) iria abrir o show para a banda, proporcionando uma performance de comédia. Allen mais tarde se tornaria um dos cantores de apoio da banda na turnê One Hot Minute. O lançamento oficial do álbum, no entanto, foi realizada em Nova Iorque em um clube chamado Tramps, a seguir, Red Hot Chili Peppers embarcou em um tour introdutório europeu que incluiu um show gratuito na Praça Dam em Amesterdão, que atraiu mais de 10 000 participantes. Em 8 de setembro de 1989 a banda iniciou sua turnê norte-americana, em Seattle. A turnê viu uma resposta extremamente positiva por parte dos críticos de todo o país. Todd Caudle do The Gazette de Colorado Springs disse sobre um show da banda: "o tipo de lugar onde as crianças podiam ser crianças, e ninguém se importava se refrigerantes no chão e as vigas balançavam, com uma barragem impressionante de decibéis. As pessoas na platéia, mergulhadas em suor e pressionando contra a barricada em frente ao palco, jogou os braços para cima em uníssono e aprovação, [e a banda] furiosamente tocava uma canção após a outra."

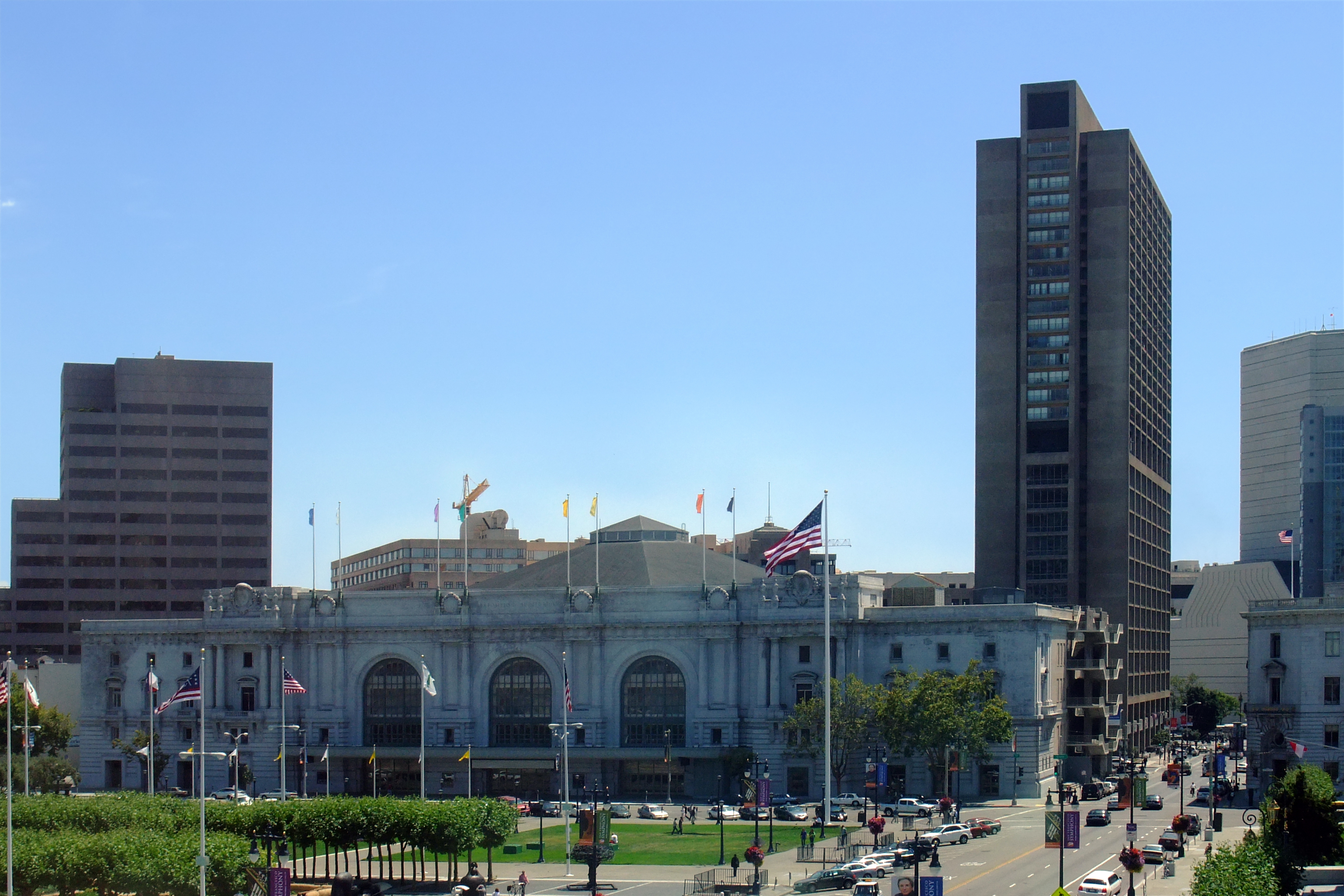
A turnê do Mother's Milk incluiu uma performance no Bill Graham Civic Auditorium.

Até o final da turnê norte-americana, os membros da banda estavam tendo problemas para ajustar a sua nova fama  e shows da turnê, e Mother's Milk chegava a 500 000 unidades vendidas. A Spin relatou que, após um show em Atlanta Flea convidou uma mulher para seu quarto de hotel para relações sexuais, mas se trancou no banheiro ao chegar, porque tudo o que podia pensar era sua esposa e filha. Kiedis terminou um relacionamento de dois anos de duração com a atriz Ione Skye, e Frusciante, olhando para trás nos anos turnê mais tarde, admitiu, "Eu estava totalmente abusando da situação [...] festas e um monte de meninas. Aos 19 anos, eu poderia ter olhado como um garanhão, mas eu era um fraco por dentro. Eu não estava orgulhoso de quem eu era então." Pouco antes do final da parte norte-americana da turnê, a banda filmou um show no Long Beach Arena, que foi lançado em 1990 como Psychedelic Sexfunk Live from Heaven. Um concerto no Bill Graham Civic Auditorium em São Francisco na véspera do Ano Novo de 1989 atraiu mais de 10 mil participantes e foi considerado pelo fotógrafo da banda Tony Woolliscroft como "o maior [concerto] que eu tinha visto até aquele dia. Deu-me uma noção sobre o quão difícil a banda havia trabalhado nos EUA em anos anteriores a isso." A turnê continuou no Reino Unido, onde a banda estava recebendo menos atenção; Kiedis reclamou após vários shows lá, "Estamos enorme nos Estados Unidos e é algo frustrante e confuso [o fato] de que ninguém sabe quem somos aqui." Não foi até após o seu regresso do Reino Unido que "Taste the Pain" foi lançada como single e, posteriormente, alcançou o número 29 lá. Em março de 1990, a banda foi convidada para realizar a cobertura da MTV de férias da primavera na Flórida. No evento, Flea e Smith tentaram envolver o público saltando do palco, a situação saiu do controle, e os dois foram acusados de terem agredido sexualmente e verbalmente uma mulher da platéia. Eles foram presos alguns dias depois sob acusação de conduta, desordem e solicitação de cometer um ato lascivo, mas libertado sob fiança de $ 2,000. A prisão Smith e Flea piorou a situação de  Kiedis na Virgínia a partir da turnê "Positive Mental Octopus", para o qual o vocalista foi finalmente condenado por agressão sexual e atentado ao pudor e condenado a pagar uma multa de mil dólares.
O Red Hot Chili Peppers acabou a turnê de Mother's Milk com uma variedade de performances, que incluiu o Festival Pinkpop 1990 e vários outros grandes shows. Uma vez completo, a banda descansou, e Frusciante e Flea organizou um projeto paralelo de curta duração chamado H.A.T.E. juntamente com o baixista John Norwood Fisher e Angelo Moore do Fishbone. A EMI aproveitou o recente interesse na Chili Peppers lançando uma compilação de música de vídeo VHS chamada Positive Mental Octopus, que foi nomeado após a turnê, em 1990. Em 1990, "Show Me Your Soul", uma b-side de "Knock Me Down", foi apresentado no filme de sucesso, Pretty Woman. A banda também gravou uma nova música, um cover de Bachman-Turner Overdrive, a canção "Takin' Care of Business", embora permaneceriam inéditas.

## Faixas
Todas as faixas escritas e compostas por Flea, Frusciante, Kiedis, Smith. 
| N.º            | Título                                                        | Compositor(es)                            | Duração |  |
| 1.             | "Good Time Boys"                                              |                                           | 5:02    |  |
| 2.             | "Higher Ground"                                               | Stevie Wonder                             | 3:23    |  |
| 3.             | "Subway to Venus"                                             |                                           | 4:25    |  |
| 4.             | "Magic Johnson"                                               |                                           | 2:57    |  |
| 5.             | "Nobody Weird Like Me"                                        |                                           | 3:50    |  |
| 6.             | "Knock Me Down"                                               |                                           | 3:45    |  |
| 7.             | "Taste the Pain" (bateria realizada por Philip "Fish" Fisher) |                                           | 4:32    |  |
| 8.             | "Stone Cold Bush"                                             | Flea , Frusciante, Kiedis, Peligro, Smith | 3:06    |  |
| 9.             | "Fire" (realizada por Kiedis, Flea, Slovak, Irons)            | Jimi Hendrix                              | 2:03    |  |
| 10.            | "Pretty Little Ditty" (3:07 na Versão remasterizada 2003)     |                                           | 2:37    |  |
| 11.            | "Punk Rock Classic"                                           |                                           | 2:05    |  |
| 12.            | "Sexy Mexican Maid"                                           | Peligro, Red Hot Chili Peppers            | 3:23    |  |
| 13.            | "Johnny, Kick a Hole in the Sky"                              |                                           | 5:21    |  |
| Duração total: | Duração total:                                                | Duração total:                            | 45:02   |  |

| Faixas bônus na versão remasterizada de 2003 |                                              |                |         |  |
| N.º                                          | Título                                       | Compositor(es) | Duração |  |
| 14.                                          | "Song that Made Us What We Are Today" (demo) |                | 12:56   |  |
| 15.                                          | "Knock Me Down" (versão original)            |                | 4:44    |  |
| 16.                                          | "Sexy Mexican Maid" (versão original)        |                | 3:59    |  |
| 17.                                          | "Salute to Kareem" (demo)                    |                | 3:24    |  |
| 18.                                          | "Castles Made of Sand" (ao vivo)             | Jimi Hendrix   | 3:19    |  |
| 19.                                          | "Crosstown Traffic" (ao vivo)                | Jimi Hendrix   | 2:53    |  |

## Créditos
| Red Hot Chili Peppers - Anthony Kiedis - vocal, concepção da arte do álbum - Flea - baixo, trompete (faixas 3, 7, 10), backing vocals - John Frusciante - guitarra (faixas 1-8, 10-13), backing vocals - Chad Smith - bateria, (faixas 1-6, 8, 10-13) - Hillel Slovak – guitarra (faixa 9) - Jack Irons – bateria (faixa 9) Músicos Adicionais - Michael Beinhorn – background vocals - John Norwood Fisher – background vocals - David Kendly – background vocals - Angelo Moore – background vocals - Annie Newman – background vocals - Vicki Calhoun – backing vocals em Good Time Boys, Higher Ground, Knock Me Down e Johnny, Kick a Hole in the Sky) - Wag – backing vocals em Good Time Boys e Higher Ground - Randy Ruff – backing vocals em Good Time Boys e Higher Ground - Aklia Chinn – backing vocals (1, 2, 13) - Jack Sherman – backing vocals Good Time Boys e Higher Ground - Joel Virgel Viergel – backing vocals 'em 'Good Time Boys e Higher Ground - Iris Parker – backing vocals em Good Time Boys e Higher Ground - Julie Ritter – backing vocals em Good Time Boys e Higher Ground - Gretchen Seager – backing vocals em Good Time Boys e Higher Ground - Laure Spinosa – backing vocals em Good Time Boys e Higher Ground - Sir Babs – backing vocals em Good Time Boys e Higher Ground - Merill Ward – backing vocals em Good Time Boys e Higher Ground - Bruno Deron – backing vocals em Good Time Boys e Higher Ground - Kristen Vigard – backing vocals em Good Time Boys, Higher Ground e Johnny, Kick a Hole in the Sky | Gravação - Michael Beinhorn – Produção, engenheiro - Eddie DeLena – engenheiro - Sean Demey – engenheiro - Dave Jerden – Mixagem - Felix Pappalardi – Produção - Garth Richardson – engenheiro - Howie Weinberg – engenheiro de masterização Adicional - Nels Israelson – fotografia |